# Şambul
Şambul è un comune dell'Azerbaigian situato nel distretto di Balakən. Conta una popolazione di 2 798 abitanti.